# Cathrijn Jacobsdochterhof

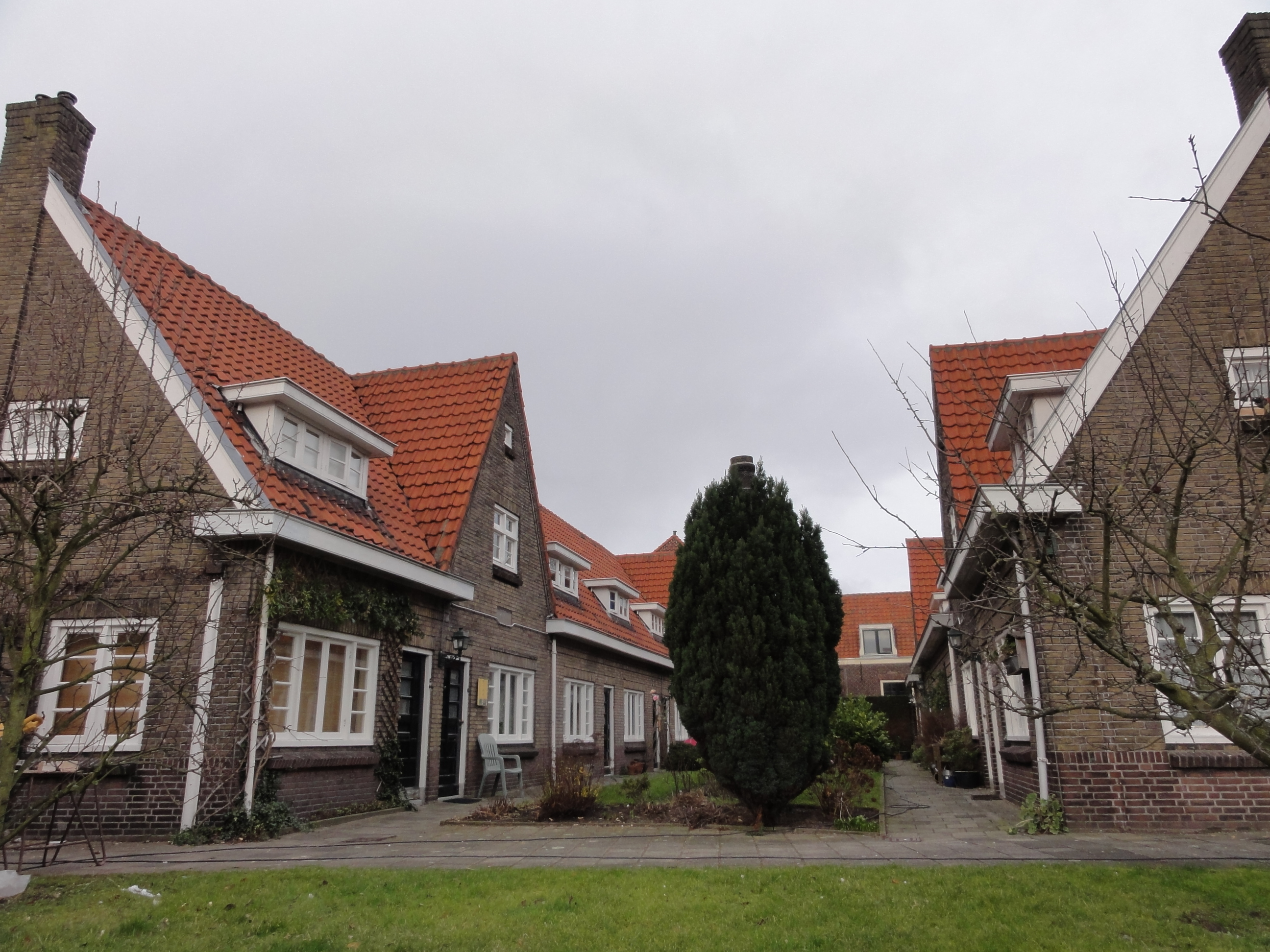
Cathrijn Jacobsdochterhof

Het Cathrijn Jacobsdochterhof is een hofje aan Kaarsenmakersstraat 1 in de Nederlandse stad Leiden, aangewezen als gemeentelijk monument.

## Geschiedenis
Het Cathrijn Jacobsdochtershofje werd in 1598 gesticht en vernoemd naar de stichtster. Het hofje lag eerst aan de Zegersteeg, maar is in 1928 verplaatst naar de huidige locatie, waar in 1929 werd begonnen met de bouw van het Diaconiefhofje naar ontwerp van de architect A. van der Heijden. Het perceel ligt tussen de Kaarsemakersstraat, Nieuwe Rijn en de Binnenvestgracht.
Op 6 april 2004 werd het Cathrijn Jacobsdochterhof aangewezen als beschermd gemeentelijk monument en geregistreerd in het gemeentelijk monumentenregister.

Barend van Namenhof ·
Bethaniënhof ·
Bethlehemshof ·
Brouchovenhof ·
Cathrijn Jacobsdochterhof ·
Cathrijn Maartensdochterhof ·
Coninckshof ·
Eva van Hoogeveenshof ·
François Houttijnshof ·
Groeneveldstichting ·
Groot Sionshof ·
Heiligen Geest- of Cornelis Spronghof ·
Jan de Laterehof ·
Jan Pesijnhof ·
Jean Michelhof ·
Jeruzalemhof ·
Joost Frans van de Lindenhof ·
Juffrouw Maashof ·
Justus Carelhuis ·
Klein Sionshof ·
Meermansburg ·
Mierennesthof ·
Pieter Gerritz. van der Speckhof ·
Pieter Loridanshof ·
Samuel de Zeehof ·
Schachtenhof ·
Sint Anna Aalmoeshuis ·
Sint Annahof of Joostenpoort ·
Sint Elisabethgasthuishof ·
Sint Jacobs- of Crayenboschhof ·
Sint Janshof ·
Sint Salvatorhof ·
Sint Stevenshof ·
Tevelingshof ·
Van Assendelftshof